# Tradução de Mother 3 feita pelos fãs

"Esta é uma tradução gratuita e não oficial feita inteiramente por fãs de Mother/EarthBound. Por favor, apoie essa série comprando merchandise oficial, incluindo a tradução oficial, caso alguma seja lançada."
Tela de aviso adicionada pela equipe de tradução.

A tradução de Mother 3 feita pelos fãs é uma localização completa em inglês do jogo eletrônico japonês de 2006 Mother 3 realizada por membros da comunidade de fãs de EarthBound, liderados por Clyde "Tomato" Mandelin. O jogo original foi lançado no Japão após uma década de inferno de desenvolvimento. Quando o interesse dos fãs por uma localização em inglês ficou sem resposta, membros do fã site de EarthBound Starmen.net anunciaram sua própria tradução amadora em novembro de 2006.
Os doze fãs que trabalharam no projeto foram examinados por Mandelin e tinham experiência anterior com localização. Milhares de horas foram colocadas no projeto entre hackear os dados do jogo e traduzir as mil páginas de diálogos roteirizados. Eles construíram suas próprias ferramentas para o trabalho. A versão completa foi lançada em outubro de 2008 e lançada como um patch. O patch foi baixado mais de cem mil vezes em sua primeira semana. Um guia ao jogador de qualidade profissional, feito por fãs, colorido e de 200 páginas, foi lançado junto com a tradução.

## Comunidade de fãs
Após uma década de "atrasos, rebaixamentos e cancelamentos", Mother 3 foi lançado em abril de 2006 para o público japonês. O jogo é a sequência lançada para o Game Boy Advance ao videogame do Super Nintendo Earthbound, intitulado como Mother 2 no Japão. A comunidade de fãs americana de EarthBound, em apoio à série, reuniu apoio através de eventos e petições para o lançamento. Uma dessas petições usou um software de petição personalizado e verificação de nomes feita à mão, e as 819 páginas de 31 mil assinaturas foram enviadas para os escritórios japoneses e americanos da Nintendo junto de arte feita pelos fãs. Apesar de receber o apoio da comunidade de jogos em geral, a Nintendo não respondeu. Por sua vez, o novo lançamento tornou-se um "ponto de encontro" para a comunidade. O site 1UP.com escreveu que "nenhum outro jogo na história do tempo obteve uma demanda tão raivosa por uma tradução".
A comunidade de fãs não esperava por uma localização oficial em inglês quando Mother 3 foi lançado em abril de 2006. Quatro meses depois, eles receberam a notícia de que a Nintendo não estava interessada e, em novembro, receberam a confirmação em uma entrevista com o grupo de localização "Treehouse" da Nintendo of America. Em poucos dias, a tradução feita pelos fãs foi anunciada no site da comunidade de EarthBound Starmen.net. Reid Young, co-fundador do site, disse que uma tradução feita pelos fãs "era tanto sobre os fãs quanto sobre o jogo".

## Desenvolvimento
O projeto de tradução feito pelos fãs de Mother 3 foi anunciado em novembro de 2006. Liderado por Clyde "Tomato" Mandelin, um tradutor profissional de jogos cujo trabalho anterior inclui jogos como Kingdom Hearts II e animes como Dragon Ball,  um grupo de cerca de uma dúzia de indivíduos traduziu o jogo do japonês para o inglês em um processo que levou dois anos e milhares de horas de trabalho. Aqueles que trabalharam na localização já eram amplamente conhecidos por suas contribuições para outras traduções feitas por fãs, e a própria experiência de Tomato na comunidade de traduções feitas pelos fãs ajudou o projeto a obter os recursos necessários. Tomato trabalhou no projeto como "um segundo emprego em tempo integral", além de seu trabalho em tempo integral como tradutor.  Young, que fez as relações públicas para o projeto e teve pouco envolvimento no processo, estimou que Tomato investiu mais de mil horas no projeto, que Jeffman investiu quase mil e que até mesmo os menores contribuidores investiram entre 50 e cem horas no projeto, embora ninguém tenha monitorado as horas investidas. A equipe optou por não alterar o jogo, fora a adição de uma nova tela de introdução, o que significou não adicionar seus nomes aos créditos. A localização incluiu dois elementos: hackear os dados do jogo (ROM) e traduzir o diálogo roteirizado.
O hackeamento da ROM implicou em mudanças no nível do assembly no código do jogo. Young equiparou o processo a ensinar outra língua à alguém alterando lentamente seu DNA pouco a pouco, através da tentativa e erro. Algumas das mudanças técnicas incluíram fontes proporcionais, hacks gráficos e softwares personalizados.  O jogo foi codificado de tal forma que não havia memória de sistema suficiente disponível para exibir o texto necessário na tela. Como todos os caracteres japoneses ocupam a mesma quantidade de espaço (de maneira monoespaçada), a equipe teve que codificar de forma personalizada os novos caracteres em inglês para que se encaixassem corretamente. Tomato disse que "nenhuma rotina de exibição de texto acabou intocada", de modo que as correções para a largura variável de fontes eram inúteis até que a equipe tivesse manualmente aberto espaço para os caracteres. Os hacks gráficos incluíram a nova tela de introdução e imagens importadas do EarthBound em inglês, para preservar a continuidade dos recursos. Por exemplo, um trocadilho sobre uma estátua de polvo do Mother 2 foi convertido em uma estátua de lápis na localização do EarthBound em inglês, e foi alterado de acordo na localização de Mother 3 . A equipe também construiu um software personalizado para auxiliar na tradução, como um montador-cruzado e ferramentas para lidar com o script e aplicar patches. Os membros da equipe de hackers incluíam Tomato, Jeffman, byuu e sblur.
Cerca de 1 000 páginas de texto foram traduzidas, o que Young descreveu como grande para a maioria dos padrões, incluindo a de outros RPGs. Eles estimaram o custo teórico freelance da tradução em 30 mil dólares. Young descreveu Tomato como um perfeccionista e disse que manteve a equipe de tradução pequena para não atrapalhar o progresso, embora tenha solicitado a participação do grupo para aspectos como a tradução de trocadilhos, onde maiores contribuições foram consideradas como úteis. As decisões de tradução incluíram renomear o personagem Yokuba (semelhante à palavra japonesa para "ganância") para Fassad (semelhante à palavra árabe فساد, "corrupção", e à palavra inglesa "facade") e a alteração do dialeto dos personagens ratos de um dialeto japonês para um sotaque cockney inglês.
A equipe informou que "os mais altos cargos" da Nintendo of America sabiam sobre seu projeto, embora não tenham intervindo. Em fevereiro de 2007, o presidente da Nintendo of America, Reggie Fils-Aime, disse que tinha ouvido falar sobre o projeto de tradução. Young disse que sua equipe de localização declarou de forma transparente que restringiria o projeto se a empresa fizesse algum anúncio sobre o futuro do jogo.
Embora a equipe tenha reconhecido que a legalidade da localização não era clara,  Young disse que não seria razoável chamar a tradução feita pelos fãs como "impetuosa ou injusta". A equipe acrescentou que era contra a pirataria de softwares. Eles orientaram outros a importar o jogo do Japão ou a comprar mercadorias oficiais quando o jogo saísse de publicação, com o objetivo final de ajudar a franquia. Tomato recebeu incentivo de um funcionário da Square Enix que antecipou a tradução. No final do projeto, a equipe disse que a tradução feita pelos fãs levaria a mais proteção contra traduções feita por fãs ao invés de mais incentivo, de modo a maximizar o público carente. Tomato disse que não conseguia apreciar seu trabalho, pois este era tão familiar para ele, com ele tendo todas as falas originais e traduzidas memorizadas. Ele esperava que isso mudasse em cinco anos. O projeto deu à Tomato um respeito maior por seu ofício da escrita.

## Lançamento
O patch de localização foi concluído em outubro de 2008. Embora Tomato previsse que o jogo teria "algumas dúzias de milhares de downloads no total", ele foi baixado mais de cem mil vezes em sua primeira semana, sem incluir downloads de outros locais. O patch requer que um arquivo de imagem ROM do jogo seja usado. Junto com a tradução, a equipe anunciou o Mother 3 Handbook, um guia ao jogador em inglês para o jogo que estava em desenvolvimento desde junho de 2008.  A Wired relatou que o guia do jogador de 200 páginas em cores é semelhante à um guia de estratégia profissional, com qualidade "comparável aos [...] da Prima Games e BradyGames". Tomato lançou versões atualizadas do patch em 2009, 2014 e 2021. O patch está sendo traduzido para outros idiomas, incluindo francês, italiano e espanhol,  com ferramentas de tradução lançadas em 2014.

## Recepção
Frank Caron, da Ars Technica, escreveu que o "empreendimento maciço ... permanece como um enorme sucesso" e que a tradução realizada pelos fãs realizou os sonhos de muitos jogadores, incluindo o dele. Ele acrescentou que "não se pode nem começar a entender" por que a Nintendo não lançaria sua própria localização em inglês. Mike Fahey, da Kotaku escreveu que os tradutores estavam errados ao sugerir a compra de mercadorias oficiais enquanto os jogadores não conseguiam encontrar uma cópia importada. The Verge citou a tradução de dois anos dos fãs de Mother 3 como prova da dedicação da base de fãs.